# 개 목걸이

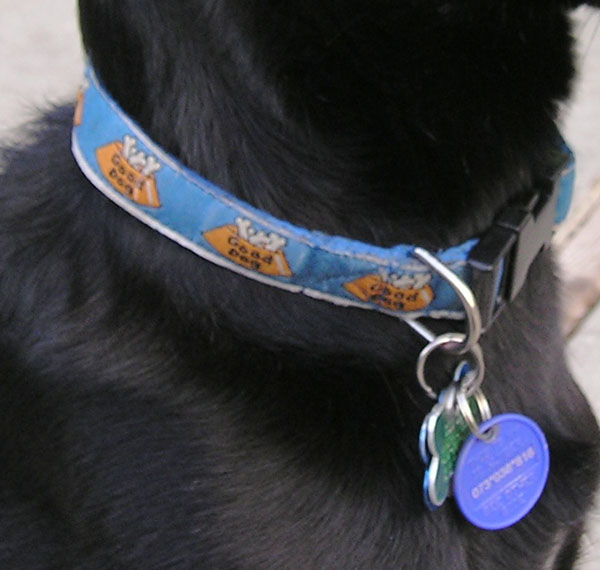
식별 및 의학 태그가 부착된 버클 방식의 개목걸이.

개목걸이(영어: collar) 또는 목줄(영어: leading rope)은 개의 목 주위에 차는 목걸이이다. 개목걸이는 통제, 식별, 패션 등의 목적을 위해 사용할 수 있다. 식별 태그와 식별 정보는 종종 개목걸이에 배치시키기도 한다. 개목걸이는 또한 개를 수동으로 통제하는데 유용하게 쓰이는데 붙잡을 수 있는 손잡이가 있기 때문이다. 개목걸이는 가죽끈과 함께 종종 사용되며 개목걸이의 대안으로 마구가 있다. 개목걸이는 개를 지휘하고 가르치는데 가장 흔한 형태의 도구이다.